# Ендемічний висипний тиф
Ендемі́чний висипни́й тиф (англ. murine typhus, typhus fever due to Rickettsia typhi, flea-borne typhus), (син.: мишачий тиф, пацючий рикетсіоз, блошиний рикетсіоз, маньчжурський ендемічний тиф, корабельний тиф) — гостра трансмісивна зоонозна інфекційна хвороба з групи рикетсіозів, яку спричинює Rickettsia typhi / Rickettsia mooseri (Rickettsia typhi). Збудника передають ектопаразити мишей і пацюків — блохи. Хвороба характеризується доброякісним циклічним перебігом із появою на шкірі розеольозно-папульозного висипу.

## Історичні відомості
Ендемічний висипний тиф довгий час змішували з епідемічним висипним тифом завдяки значній схожості їхньої клінічної картини. Уперше наявність хвороби, що нагадувала епідемічний висипний тиф, але перебігала по іншому, в тому числі, з меншою летальністю, запідозрив у Маньчжурії під час російсько-японської війни С. С. Боткін разом із С. С. Зимницьким Таким чином, вважається, що хворобу описали в Російській імперії (1906, 1910 рік) (так званий «маньчжурський висипний тиф») і в 1913 році в США. У 1926 році K. Максай детально вивчаючи захворюваність висипним тифом у південно-східних штатах США, зробив висновок, що існує інше, відмінне від епідемічного висипного тифу та хвороби Брілла—Цінссера захворювання не тільки за клінічними ознаками, але й за резервуаром інфекції − гризуни, її передачу здійснюють не людські воші, а паразити саме цих гризунів. Ендемічний висипний тиф ґрунтовно дослідив Г. Музер, що виділив у 1928 році відповідну рикетсію з мезотелія оболонок яєчок морських свинок після зараження їх кров'ю хворого на ендемічний висипний тиф, встановив характерні її антигенні властивості та в експериментах на лабораторних тваринах відтворив захворювання. Він остаточно встановив джерело інфекції (мишоподібні гризуни та пацюки) та виявив переносників хвороби (ектопаразити гризунів — блохи), що стало підставою для назви хвороби «пацючий тиф». Виділеним у 1931 році рикетсіям дали видову назву на честь автора, що їх описав — Rickettsia mooseri. Однак у сучасній літературі часто зустрічається й назва R. typhi.

## Актуальність
Ендемічний висипний тиф у XXI столітті спостерігають майже на всіх материках і він трапляється, як правило, в портових містах, що зумовлено значною поширеністю там пацюків і мишей. Основними ендемічними районами хвороби є узбережжя (особливо Атлантичне) Північної та Південної Америки, Південно-Східної Азії, Австралії, Індії. У Європі хворобу реєструють як завізну в басейнах Середземного, Чорного та Каспійського моря з утворенням вторинних ендемічних осередків, які є й в Україні. Іноді відзначають осередки в глибині материків, як, наприклад, в Африці, яка, скоріше за все, є батьківщиною ендемічного висипного тифу, в Мексиці й США у зв'язку з розвитком плодово-ягідних і тваринницьких господарств й заселенням їх гризунами. Як правило, через загальну легкість клінічного перебігу, хворобу дуже часто не розпізнають, а фіксують у медичній документації під багатьма іншими діагнозами.

## Етіологія
Збудник хвороби — рикетсія Rickettsia mooseri / typhi. За морфологічними, біологічними, генетичними, антигенними та імунологічними властивостям рикетсії Музера близькі до Rickettsia prowasekii (збудника епідемічного висипного тифу), однак не ідентичні ним. За зовнішнім виглядом рикетсії Музера мало чим відрізняються від Rickettsia prowazekii, однак вони в 3 рази дрібніші, менш поліморфні, рідше утворюють великі паличкоподібні та ниткоподібні форми, що характерні для Rickettsia prowazekii. Умови культивування, фарбування, фізико-хімічні властивості такі ж, як і в інших рикетсій.
У рикетсій Музера, як і в рикетсій Провасека, є два антигени:
1. термостабільний, розчинний в етері, загальний для цих рикетсій (видонеспецифічний);
2. термолабільний, не розчинний в етері, специфічний для даного збудника (видоспецифічний).

На даний час рикетсії Музера успішно вирощуються в жовтковій оболонці курячих ембріонів і в легенях білих мишей.
Рикетсії Музера, як й інші рикетсії, малостійкі в зовнішньому середовищі, але більш стійкі, ніж рикетсії Провасека. У висушеному стані та при низьких температурах вони здатні зберігатися тривалий час.
Детальніші відомості з цієї теми ви можете знайти в статті Rickettsiaceae.

## Епідеміологічні особливості

### Джерело інфекції та резервуар

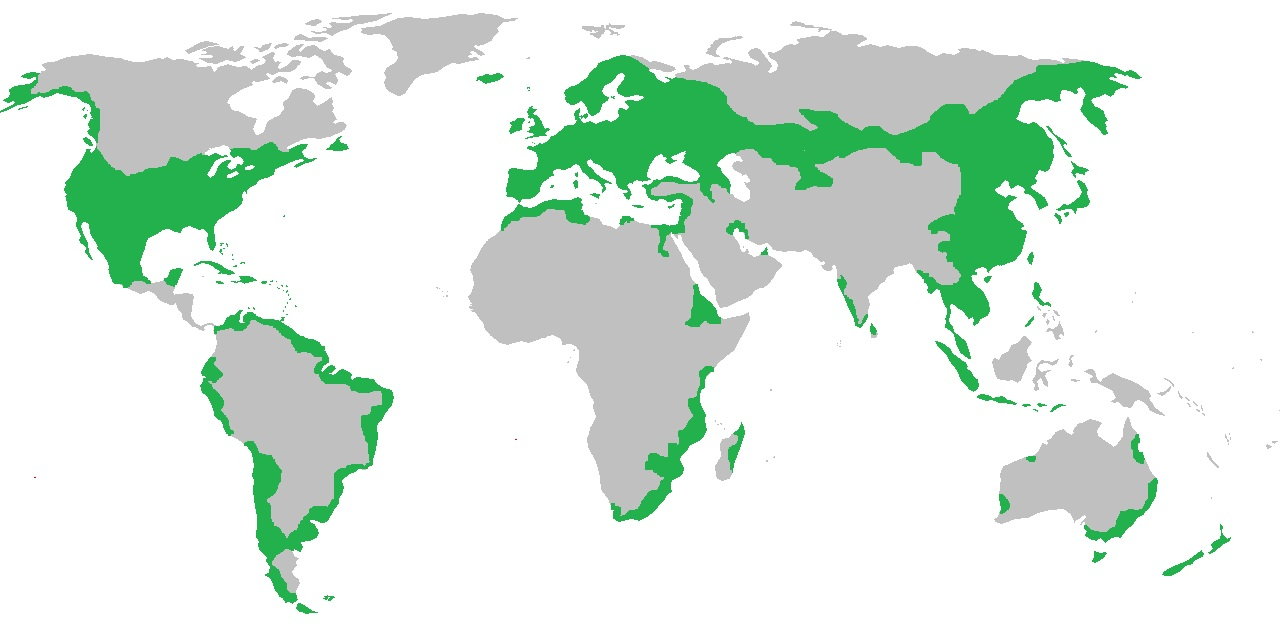
Мапа світового поширення чорних «портових» пацюків на 2012 рік

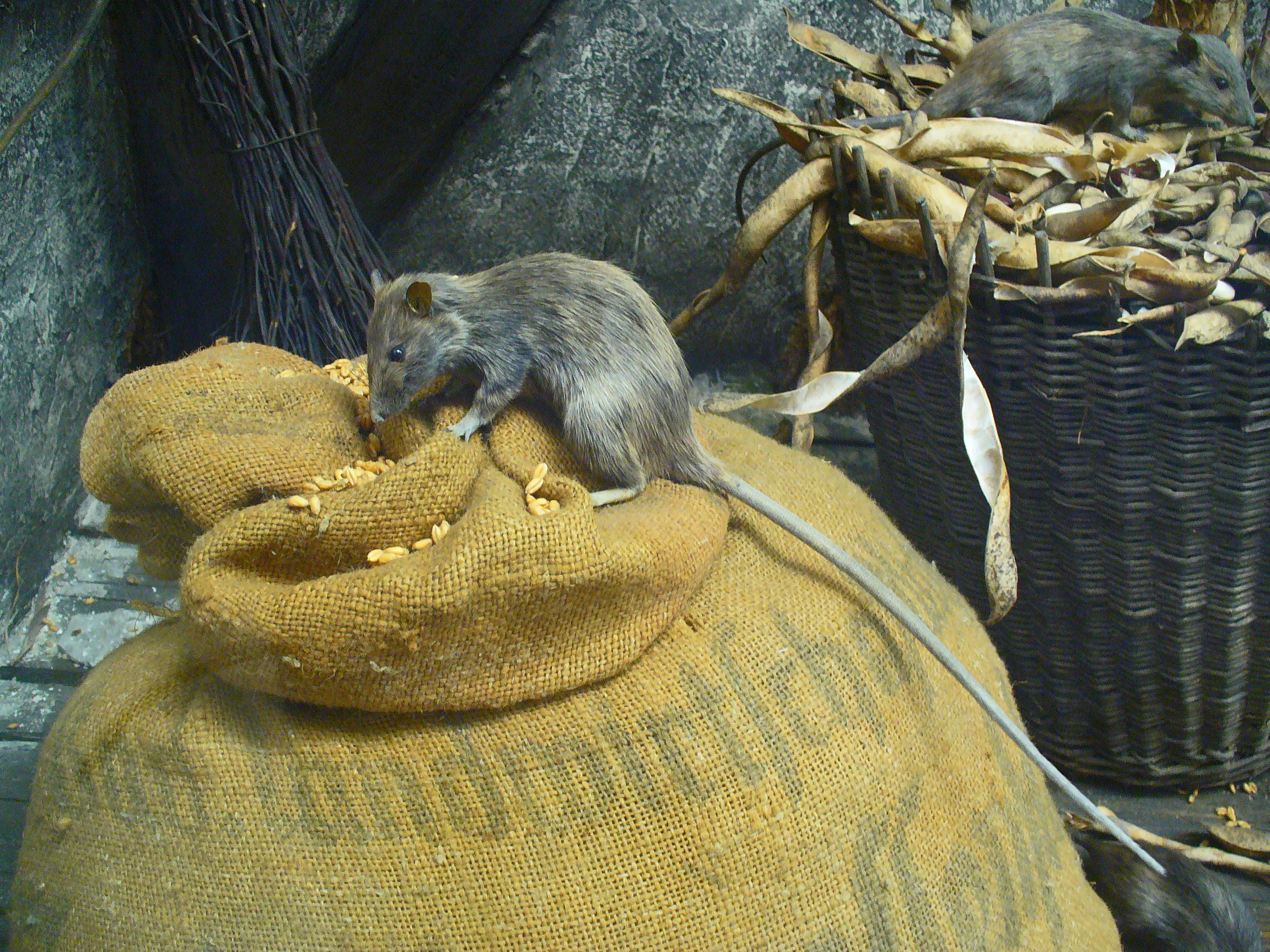
Чорний пацюк їсть зерно у коморі.

Ендемічний висипний тиф є зоонозною інфекцією, поширеною серед гризунів — сірих та чорних пацюків (Rattus norvegicus й Rattus rattus), європейських та американських підвидів хатніх мишей, які є резервуаром збудника хвороби в природі.

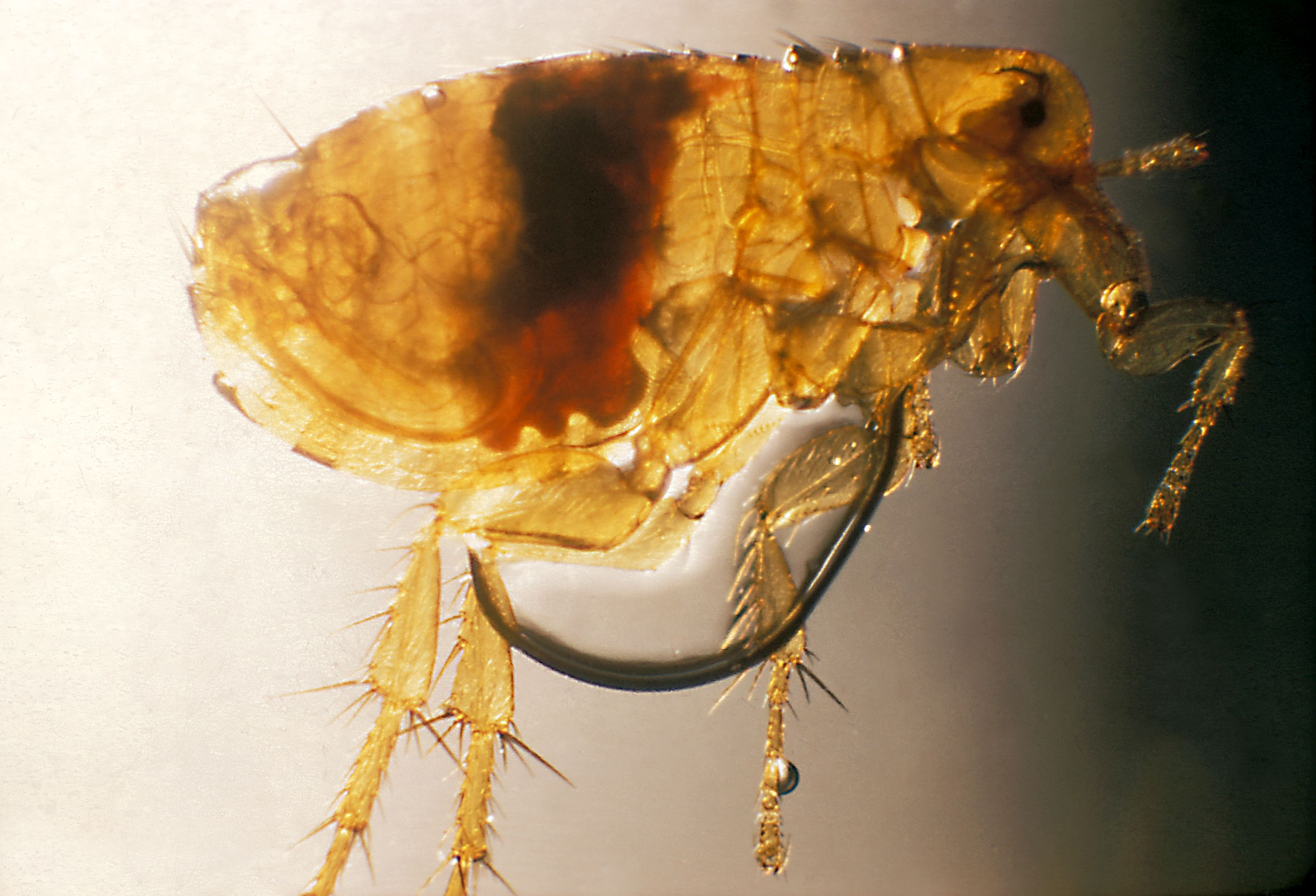
Пацюча блоха — Xenopsylla cheopis.

Сприйнятливими до цієї інфекції можуть бути й інші гризуни (полівки, піщанки, бабаки тощо), а від гризунів безпосередньо через їхніх ектопаразитів можливе й зараження домашніх котів. У гризунів інфекція може тривати довго й безсимптомно. Гризуни заражаються контактним шляхом, при поїданні їжі, забрудненої екскрементами хворих тварин, через інфікованих ектопаразитів — пацючих (Xenopsylla cheopis), мишачих, а й іноді котячих бліх (Ctenocephalides felis), які на людину у звичайних умовах не нападають, а також й певних видів гамазових кліщів, у яких інфекція може передаватися трансоваріально.

### Механізм і фактори передачі
Зараження людей відбувається трансмісивним механізмом при попаданні рикетсій з висохлих фекалій ектопаразитів на слизові оболонки очей, ротової порожнини, верхніх дихальних шляхів, на пошкоджену шкіру. Зрідка відбувається зараження людей через укуси гамазових кліщів.

### Сприйнятливий контингент та імунітет
У людей ендемічний висипний тиф зустрічається, як правило, у вигляді спорадичної захворюваності протягом всього року з максимумом у літньо-осінній період, що зумовлено найвищою активністю гризунів та ектопаразитів у цей сезон року. Хворобу реєструють переважно серед осіб, що контактують з гризунами — працівників харчових підприємств, продавців продуктових магазинів, складів, мешканців будинків, що заселені гризунами тощо. Під час сезону полювання реєструють випадки захворювання серед мисливців. Від людини до людини зазвичай хвороба не передається, однак в умовах значної завошивленості населення інколи можлива передача збудника ендемічного висипного тифу через людську платтяну вошу, з виникненням в результаті цього спалахів, подібно до епідемічного висипного тифу, як це мало місце в Мексиці, Китаї та Африці.
Після перенесеного захворювання формується стійкий антитоксичний та антибактеріальний імунітет, повторні захворювання та рецидиви не реєструють. У ході інфекційного процесу можливе формування нестійкого ненапруженого перехресного імунітету між рикетсією Музера та Провасека, чого не буває після вакцинації.

## Патогенез
Патогенез ендемічного та епідемічного висипного тифу принципово не відрізняється, що зумовлено спільністю біологічних властивостей рикетсій Музера і Провасека.
Основні відмінності та причини доброякісного, більш легкого перебігу ендемічного висипного тифу полягають у наступному:
- патологічний процес у капілярах, прекапілярах і артеріолах виражений значно менше, ніж при епідемічному висипному тифі, хоча носить такий же характер (десквамаційно-проліферативний тромбофлебіт, судинний гранульоматоз);
- деструктивні зміни та гранульоми в судинах мозку практично відсутні.

Вплив на організм людини і, зокрема, на її судини при ендемічному висипному тифі здійснюють:
- самі рикетсії, що розмножуються в ендотелії кровоносних судин;
- токсичні субстанції, що циркулюють у крові при руйнуванні рикетсій;
- алергічний компонент, більш виражений, ніж при епідемічному висипному тифі, що виражається папульозним характером висипу та відсутністю чіткого зв'язку між кількістю висипних елементів і тяжкістю захворювання.

## Клінічні ознаки
Згідно з МКХ 10-го перегляду розрізняють «Тиф, який спричинює Rickettsia typhi» (А75.2). Інкубаційний період триває від 5 до 15 днів. У більшості випадків хвороба починається гостро з гарячки, яка протягом 1-2 днів досягає 39-40ºС і супроводжується інтоксикаційними проявами, ознобом, наростаючою слабкістю, рідко — нудотою, блюванням. Збільшується печінка. У подальшому всі ці симптоми стають більш вираженими, і хвороба перебігає по типу епідемічного висипного тифу, проте, в цілому, легше. Тривалість гарячки, як правило, коливається в межах 7-15 днів, частіше 10-13 днів.
На 3-9-й день хвороби в половини хворих з'являється рясний висип, що має такі особливості:
- він може розташовуватися на шкірі всіх ділянок тіла, в тому числі на обличчі, долонях, стопах та підошвах;
- спочатку з'являються червонуваті розеоли до 3-5 мм у діаметрі, які вже через 2-3 дня перетворюються на папули;
- первинні петехії на відміну від таких при епідемічному висипному тифі не характерні, вторинні в середині розеользно-папульозних елементів формуються вкрай рідко;
- не характерне підсипання висипу на тих ділянках, де вже він є;
- з моменту появи висипу нерідко збільшуються розмахи між ранковою та вечірньою температурою тіла;
- висип виникає на тлі гарячки, досягаючи максимальної інтенсивності в перші 3-6 днів висипань. До 11-12 доби хвороби, а іноді й раніше він зникає безслідно.

Менш виражені, ніж при епідемічному висипному тифі, й зміни з боку ЦНС. Тим не менше головний біль зустрічається майже в усіх хворих, дифузного характеру, нерідко сильний, супроводжує, як правило, весь перебіг хвороби й припиняється лише за кілька днів до нормалізації температури тіла. Безсоння та збудження настільки рідкісні, що можуть вважатися нехарактерними для цієї хвороби. Тяжко хвороба перебігає лише в осіб похилого віку.

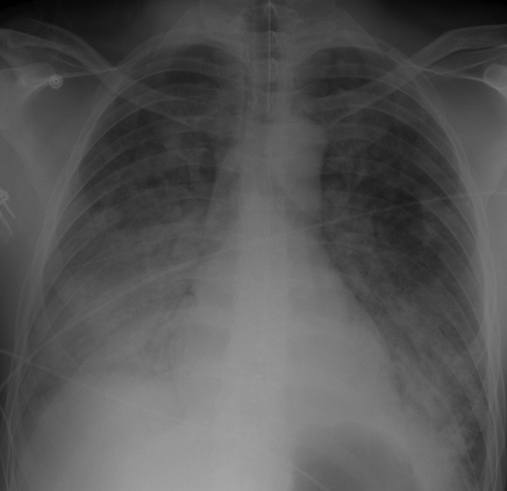
Рентгенологічні зміни в легенях при рідкому тяжкому перебігу ендемічного висипного тифу за наявності респіраторного дістрес-синдрому дорослих.

## Ускладнення
У зв'язку із застосуванням для лікування антибіотиків ускладнення зустрічаються зрідка, а летальні випадки не відмічають взагалі. Серед ускладнень можливі тромбофлебіти нижніх кінцівок, синусити, гострий середній отит, рідше пневмонії, яких спричиняє приєднання вторинної мікрофлори.

## Діагностика
Діагностику ендемічного висипного тифу ґрунтують на виявленні комплексу епідеміологічних та клінічних симптомів, а вирішальним у постановці діагнозу є серологічні дослідження в динаміці.

### Епідеміологічні чинники діагнозу
Слід враховувати такі дані епідеміологічного анамнезу:
- перебування в портах та інших місцевостях, які несприятливі по ендемічному висипному тифу;
- ймовірність інфікування харчових продуктів та побутових предметів виділеннями гризунів;
- сезон, коли настає підйом захворюваності;
- наявність кліщів та бліх.

### Клінічна діагностика
Критерії діагностики:
- гострий початок захворювання з високої температури тіла, що в наступні дні набуває постійного характеру, головний біль, біль в м'язах та суглобах, в попереку;
- поява з 5-7-го дня рясного розеольозно-папульозного висипу не тільки на тулубі та кінцівках, але й на долонях, стопах і обличчі; практична відсутність петехій, геморагій;
- відсутність ознак тяжких уражень ЦНС та серцево-судинної системи у людей не похилого віку;

У більшості загально-лабораторних показниках зміни мінімальні й нехарактерні, але дуже часто відбувається помірне підвищення активності аспартатамінотрансферази, менше — аланінамінотрансферази, лактатдегідрогенази, лужної фосфатази.

### Специфічна діагностика
Ґрунтується в основному на серологічних реакціях із діагностикумами з рикетсій Музера. Використовують:
- Реакцію зв'язування комплементу[15] — для розпізнання хвороби та ретроспективного уточнення етіології перенесеного раніше захворювання. Діагностичний титр при однократній постановці 1:160, однак більш надійним є метод парних сироваток із чотирикратним збільшенням титру. Реакція стає позитивною наприкінці 1-го на початку 2-го тижня, з максимумом на 3-4-му тижні й зберігається після перенесеної хвороби в невисоких титрах протягом всього життя.
- Реакцію аглютинації[16] ставиться в двох варіантах:

1. на предметному склі (мікроскопічний метод) з діагностичним титром 1:40;
2. у пробірках (макроскопічний метод) — 1:160.

- РНІФ;
- ІФА;
- ПЛР.
- Біологічну пробу з внутрішньоочеревинним зараженням самців морських свинок чи білих лабораторних пацюків кров'ю людей, хворих на ендемічний висипний тиф, з метою виявлення скротального феномену — розвитку рикетсійного периорхіту (запалення зовнішньої оболонки яєчок). Використовують при труднощах інтерпретації серологічних реакцій.

## Лікування
При ендемічному висипному тифі використовують такі ж самі принципи та методи лікування, як і при лікуванні хворих на епідемічний висипний тиф. Доцільність госпіталізації визначають індивідуально, оскільки хвороба перебігає переважно в легкій та середньотяжкій формах, а хворі не являють собою небезпеку для оточуючих. Наявність педикульозу є абсолютним показанням для госпіталізації хворих. Після ретельної санітарної обробки хворий може перебувати в загальній палаті. Режим залежить від тяжкості стану хворого.
Етіологічне лікування проводять так саме, як й при епідемічному висипному тифі: доксицикліном або левоміцетином до 3-го дня нормальної температури тіла. Є спостереження, які свідчать про можливість застосування ципрофлоксацину в загальнотерапевтичних дозах. Через значущість алергічного компоненту при ендемічного висипному тифі хворі мають обов'язково отримувати сучасні антиалергійні лікарські засоби. При тяжкому перебігу проводять інтенсивну терапію.

## Профілактика
Основою профілактики є системне знищення гризунів (дератизація), особливо в портових містах, а також попередження завезення їх із прибуваючими суднами. При значній чисельності пацюків необхідно забезпечити непроникнення їх у приміщення (особливо продуктових складів і магазинів) для уникнення забруднення продуктів харчування екскрементами інфікованих тварин. Важливе значення має своєчасне виявлення осередку пацючого рикетсіозу з подальшою обов'язковою дератизацією та дезінсекцією.
За відсутності переносників хворий на ендемічний висипний тиф небезпеки для оточуючих не становить. Вакцинацію проти ендемічного висипного тифу не застосовують.

## Додаткова література
- Gerald L. Mandell. Mandell, Douglas, and Bennett's Principles and Practice of Infectious Diseases: Expert Consult Premium Edition — Enhanced Online Features and Print (Two Volume Set). — 7th Edition. — USA : Churchill Livingstone, 2009. — 4320 с. — ISBN 978-0443068393. (англ.)
- Estee Torok, Ed Moran, Fiona Cooke. Oxford Handbook of Infectious Diseases and Microbiology (Oxford Medical Handbooks). — 1th Edition. — Oxford, United Kingdom : Oxford University Press, 2009. — 944 с. — (Oxford Medical Handbooks) — ISBN 978-0198569251. (англ.)
- Под ред. Н.Д. Ющука, Ю.Я. Венгерова. Инфекционные болезни: национальное руководство. — Москва : «ГЭОТАР-медиа», 2009. — 1049 с. — («Национальные руководства») — ISBN 978-5-9704-1000-4. (рос.)
- Лобзин Ю.В., Жданов К.В. Руководство по инфекционным болезням в 2-х томах. — Москва : «Фолиант», 2011. — 1408 с. — (Инфекционные и паразитарные болезни) — ISBN 9785939292184. (рос.)